# Ahmed Hegázi
Ahmed esz-Szájed Hegázi (Arabul: أحمد السيد علي السيد حجازي) (Iszmáilija, 1991. január 25. –) egyiptomi válogatott labdarúgó, a Neom játékosa.
Részt vett a 2009-es U20-as labdarúgó-világbajnokságon, a 2011-es U20-as Afrikai nemzetek kupáján, a 2011-es U20-as labdarúgó-világbajnokságon, a 2012-es Olimpián és a 2017-es afrikai nemzetek kupáján a válogatottal.

## Statisztika

### Válogatott
| 2011     | 3  | 0 |
| 2012     | 12 | 0 |
| 2013     | 4  | 1 |
| 2014     | 0  | 0 |
| 2015     | 7  | 0 |
| 2016     | 5  | 0 |
| 2017     | 10 | 0 |
| Összesen | 41 | 1 |

### Válogatott góljai
2017. december 12-i állapotnak megfelelően.
| #  | Dátum           | Helyszín                                   | Ellenfél | Gólja | Végeredmény | Kiírás              |
| -- | --------------- | ------------------------------------------ | -------- | ----- | ----------- | ------------------- |
| 1. | 2013. június 4. | Kairói Nemzetközi Stadion, Kairó, Egyiptom | Botswana | 1–1   | 1–1         | Barátságos mérkőzés |

## Sikerei, díjai

### Klub
- Al-Ahli
  - Egyiptomi bajnok : 2015–16, 2016–17
  - Egyiptomi szuperkupa: 2015

- el-Áttihád
  - Szaúd-arábiai bajnok: 2022–23
  - Szaúd-arábiai szuperkupa: 2022

- Neom
  - Szaúdi First Division League: 2024–25

### Válogatott
- Egyiptom U20
  - U20-as Afrikai nemzetek kupája bronzérmes: 2011[4][5]

- Egyiptom
  - Afrikai nemzetek kupája ezüstérmes: 2017[6]

### Egyéni
- Afrikai nemzetek kupája – A torna csapatának tagja: 2017[7]